# Gösta Berglund
Anders Gösta Nikolaus Berglund, född 2 juni 1917 i Arvika, död 6 maj 1983 i Karlstad, var en svensk pianist och musikpedagog.
Berglund avlade studentexamen 1936 samt högre organistexamen 1939, högre kantorsexamen och musiklärarexamen 1941. Han blev musiklärare och organist i Sala 1942 och musiklärare vid folkskoleseminariet i Karlstad 1949. Han var även verksam som konsertpianist; han debuterade i Stockholms konserthus 1948 och hade solistprogram i radio. Han var medlem av Svenska pianolärarförbundet och Gottfrid Boon-sällskapet.